# Greif (Schiff, 1877)
Die DS Greif (die Abkürzung DS steht für Schiff mit Dampfmaschine) war der erste Halbsalondampfer, der auf dem Bodensee verkehrte. 1932 lief der Raddampfer, möglicherweise wegen einer ungünstig auf den Kompass platzierten metallenen Tabaksdose, vor Seefelden auf Grund. Es konnte wenige Tage danach freigeschleppt werden. 

## Geschichte

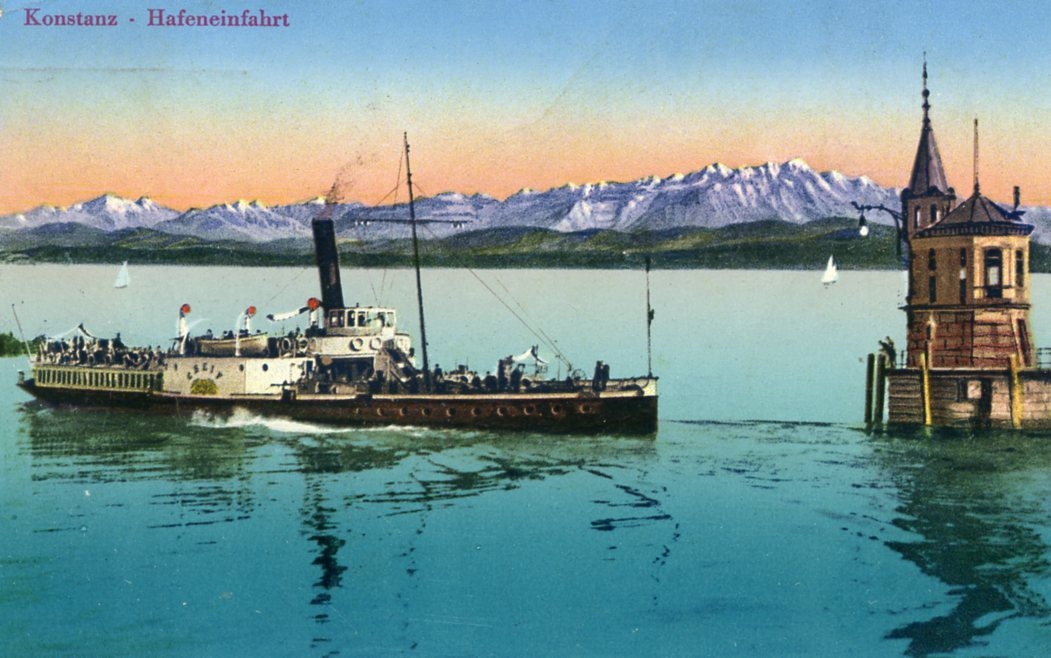
SD Greif um 1900 vor Konstanz. Im Hintergrund Alpstein mit Säntis

1877 wurde die Greif bei den Gebrüdern Sulzer im Auftrag der Badischen Staatseisenbahnen gebaut. Das 191.000 Reichsmark teure Schiff war im Gegensatz etwa zu der württembergischen DS Christoph von vornherein als Halbsalondampfer konzipiert, d. h. der Aussichtssalon war zur Hälfte in den Schiffsrumpf integriert. Diese Bauweise bot dem Wind weniger Widerstand als die auf anderen Gewässern damals üblichen Vollsalondampfer und wurde daher schnell Standard bei den Passagierschiffen auf dem Bodensee: Nach der Greif wurden bis zum Jahr 1913 noch 23 weitere Halbsalondampfer für den Bodenseeverkehr gebaut.

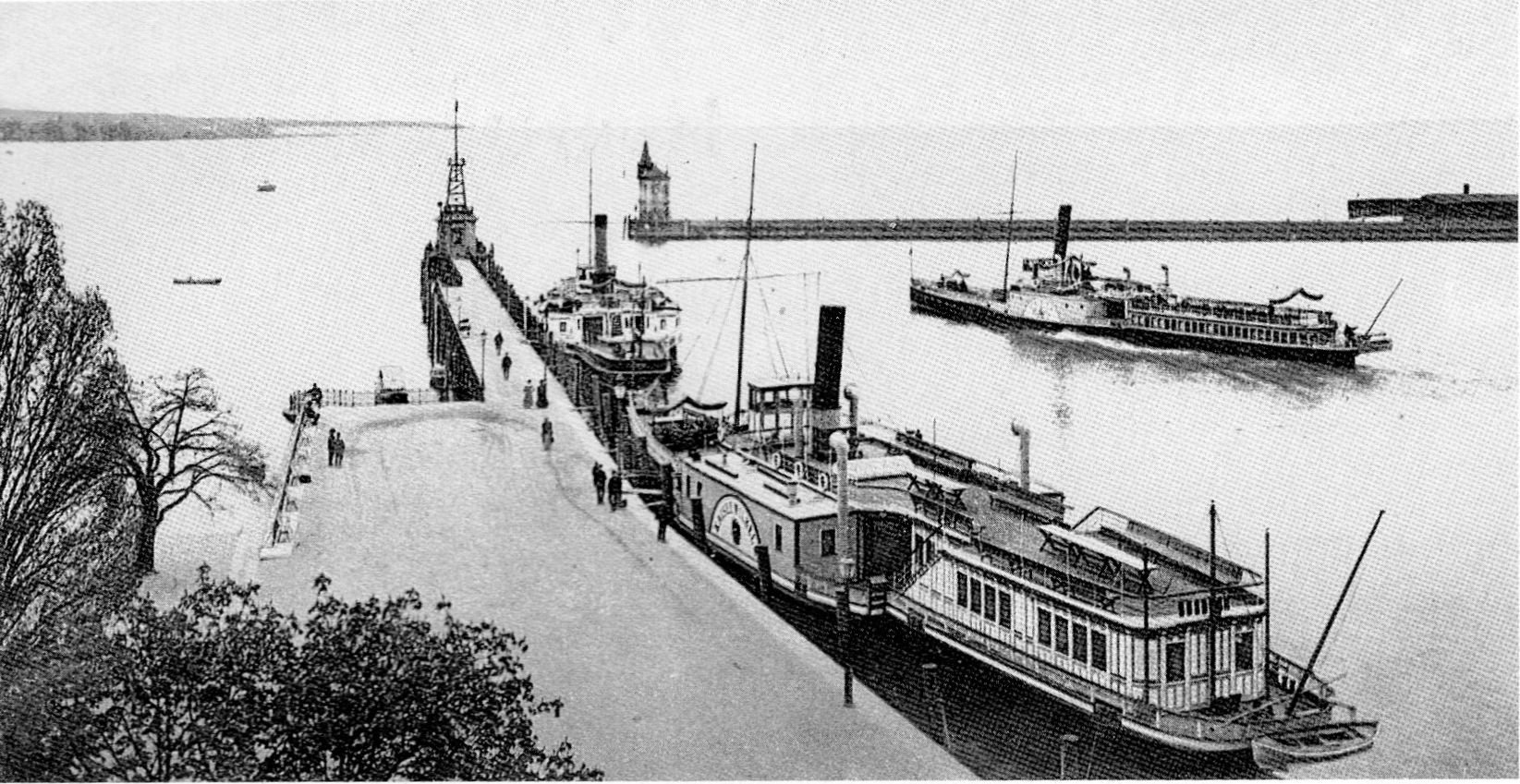
Die Greif läuft um 1905 aus dem Konstanzer Hafen aus.

Die Greif ersetzte die 1874 ausgemusterte Helvetia und verkehrte in den ersten Betriebsjahren überwiegend auf dem Obersee. Das Mittelschiff der Greif wurde 1885 nach vorne abgeschlossen und der Dampfer erhielt ein Steuerhaus. Auch der um 1895 noch vorhandene Gaffelmast wurde später abgebaut.

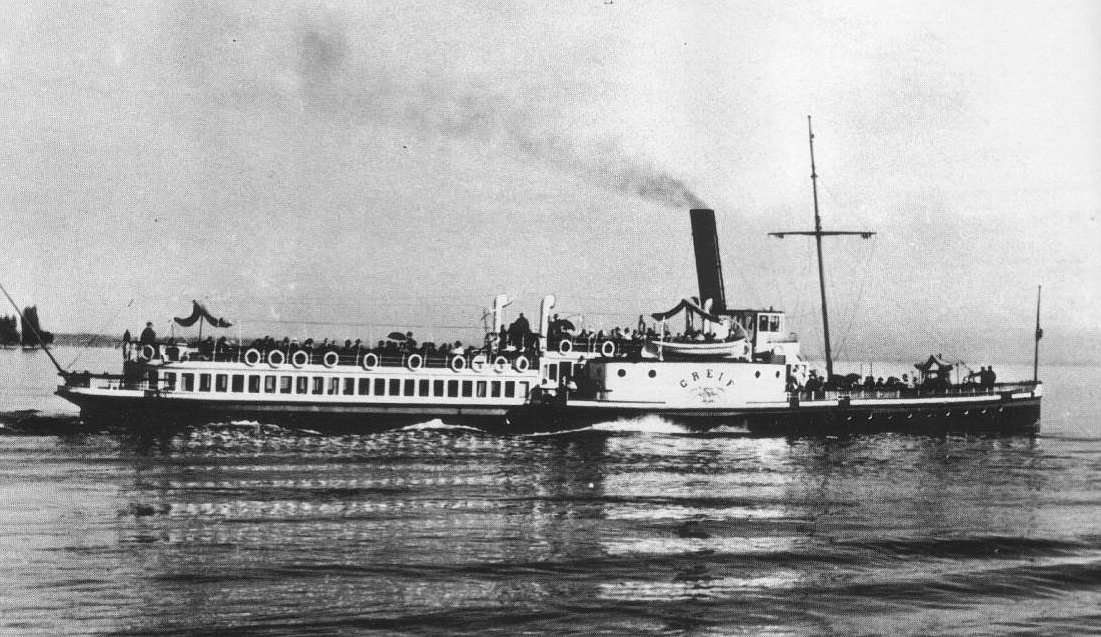
SD Greif in den 1920er Jahren

 Gegen Ende ihrer Einsatzzeit bediente sie fast nur noch Kurse auf dem Überlinger See.
Am späten Nachmittag des 19. Dezember 1932 strandete die Greif mit etwa 20 Passagieren an Bord auf dem Weg von Überlingen nach Unteruhldingen in der Mauracher Bucht in der Nähe von Seefelden. Der Kapitän befahl sofort, mit voller Kraft rückwärts zu fahren, doch saß das Schiff so fest auf dem Grund auf, dass es sich aus eigener Kraft nicht befreien konnte. Die Passagiere wurden daraufhin mit den beiden Rettungsbooten der Greif an Land gebracht. Die gegen Abend zu Hilfe gerufenen Dampfschiffe Zaehringen und Stadt Meersburg waren nicht in der Lage, den Dampfer freizuschleppen. Daraufhin wurde das Doppelschraubenmotorschiff Mainau eingesetzt, das Heck an Heck mit der gestrandeten Greif versuchte, die Sandbank mit seinem Propellerstrahl abzuhobeln. Am 23. Dezember gelang es auf diese Weise, die Greif wieder freizubekommen, die dann von den Dampfern Stadt Konstanz und Stadt Meersburg nach Konstanz geschleppt wurde. Untersuchungen auf der Werft ergaben, dass das Schiff bis auf einige Kratzer unversehrt geblieben war. Auch eine Kontrollfahrt brachte keine Erkenntnisse darüber, warum der Dampfer auf Grund gelaufen war.
Etliche Monate nach dieser Strandung allerdings lieferte der mittlerweile pensionierte damalige Steuermann der Greif in seiner Stammtischrunde die Erklärung für den Vorfall. Er hatte sich nach dem Ablegen in Überlingen eine Pfeife gestopft und seine stählerne Tabaksdose auf den Kompass des Schiffes gelegt. Dies hatte eine Abweichung der Kompassnadel um elf Grad nach Backbord bewirkt.
Wegen des schlechten Zustands des Schiffs wurde zu Gunsten eines Neubaus auf eine Renovierung verzichtet. Die Greif wurde im Herbst 1933 aus dem Verkehr gezogen und abgewrackt. Ihre Nachfolgerin war ab 1935 die Baden.